# La enamorada del rey
La enamorada del rey es una obra de teatro en tres jornadas, escrita por Ramón María del Valle-Inclán, publicada en 1920.

## Argumento
El trovador Maese-Lotario recibe el encargo de la humilde Mari-Justina, que le transmita al rey la desdicha de amor que siente por el monarca. el rey, ya anciano, sorprendido por la revelación, se disfraza y acude a la venta que regenta la abuela de la muchacha para comprobar la veracidad del relato. Por su parte, Maese Lotario es acusado de matar a un hombre y debe huir de Italia. Mari-Justina pide clemencia ante el rey quien, magnánimo, accede, nombrando además al torvador consejero real. Mari-Justina y el trovador se casan.

## Personajes
- Mari Justina
- La Ventera
- Maese Lotario
- El Caballero del verde gabán
- El Caballero de Seingalt
- Musalero
- Don Facundo
- Don Bartolo
- El escudero
- Duque de Nebreda
- Altisidora
- El Rey
- La dama del manto
- Coro de damas y galanes
- Tropa de cuadrilleros

## Representaciones destacadas
- Teatro María Guerrero, de Madrid, el 19 de enero de 1967, junto a La cabeza del Bautista y La rosa de papel. Dirección: José Luis Alonso Mañés. Intérpretes: Antonio Ferrandis, Julia Trujillo, Manuel Gallardo y Florinda Chico.
- Televisión española, en el espacio Teatro Club, el 13 de abril de 1976. Intérpretes: Vicky Peña, Emilio Gutiérrez Caba, Ricardo Palmerola, Marta Angelat, Carlos Lucena.
- Teatro Progreso, de Madrid, 1986, junto a Las galas del difunto. Intérpretes: Vicky Lagos, Concha Goyanes, Jaro, Yolanda Cembreros.
- Teatro María Guerrero, Madrid, 1988. Dirección: José Luis Alonso Mañés. Intérpretes: Ana María Ventura, Guillermo Montesinos, Carmen Rossi, Alfonso del Real, Juan José Otegui.